# Carna (Irlande)
Pour les articles homonymes, voir Carna.

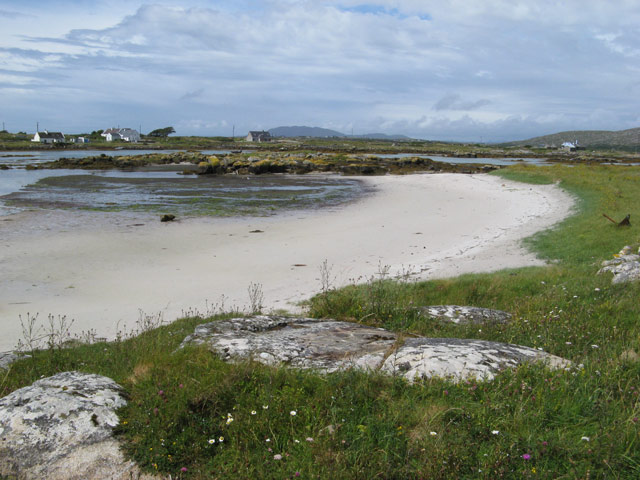
Vue de la baie au sud de Carna

Carna est une paroisse de la région du Connemara en république d'Irlande, à l'ouest du comté de Galway.
La population du village est de 178 habitants. Avant la grande famine en Irlande, la population de la région s'élevait à plus de 8 000 habitants.